# Archithosia quadripunctata
Archithosia quadripunctata är en fjärilsart som beskrevs av Rothschild 1912. Archithosia quadripunctata ingår i släktet Archithosia och familjen björnspinnare. Inga underarter finns listade i Catalogue of Life.